# 荔枝角灣

1956年的荔枝角公眾泳灘，後方是美孚油庫

1970年代的美孚新邨，前方為荔枝角灣

荔枝角灣，簡稱荔灣（Lai Wan），是香港昔日海灣，位於九龍荔枝角西北，下葵涌九華徑以南，1980年代因進行填海工程消失，今爲荔枝角的一部分。

## 歷史

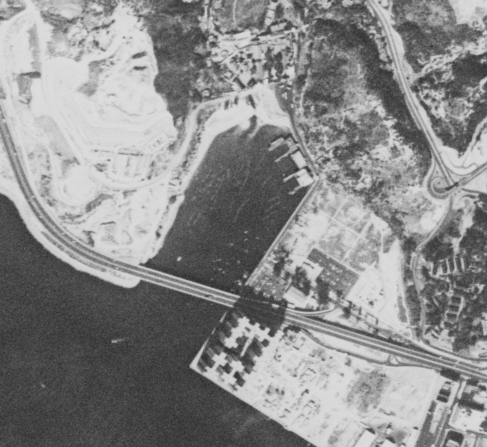
1969年由日冕計劃拍攝的荔枝角灣。圖中可見已建成的荔枝角大橋及美孚新邨第一期。

荔枝角灣填海前主要用作康樂用途，20世紀初葉至中葉有大量泳棚供人遊泳，也有小艇出租。荔園遊樂場和宋城都建在灣畔。
1920年代，美孚石油公司（現為埃克森美孚）在荔枝角灣填海興建油庫，油庫後來改建爲住宅美孚新邨。
1968年，橫跨荔枝角灣的荔枝角大橋通車，是香港首條跨海大橋。
1980年代，荔枝角灣進行填海工程，荔枝角灣水體的位置現在是荔枝角公園（附設硬地足球場、游泳池、圖書館和體育館）、港鐵美孚站（前稱荔灣站）和美孚新邨的一部分。
現今荔枝角灣社區已經由旅遊點轉型為純住宅區，荔枝角大橋亦從此變成了陸上行車天橋。

### 行政區域分界
以前新界荃灣區（今葵青區）與九龍深水埗區的分界線以呈祥道和荔景山路劃分，以南劃歸深水埗區，以北則歸荃灣區；本來荔園遊樂場位於荔景山路以北，但因為進行改道工程的關係，荔景山路亦被進一步移向更北之位置近九華徑，而葵青區與深水埗區之間的區界卻沒有跟隨荔景山路北移，所以就引發混亂，不過由於是在呈祥道以北，故此劃歸葵青區；而同樣位於呈祥道以北的盈暉臺在2007年納入深水埗區，區界因此而修改為盈暉臺和清麗苑以北，造成荔枝角及荔灣不同部分屬於不同行政區域之現象。

## 以荔枝角灣命名的事物
- 地鐵（今港鐵）荃灣綫荔灣站（1985年5月31日易名美孚站）
- 荔灣道及荔灣徑（環繞當年海灣的道路）
- 荔灣街市

## 住宅
- 美孚新邨
- 盈暉臺
- 華荔邨
- 荔欣苑
- 樂園
- 華豐園
- 荔灣花園
- 清麗苑

## 學校
- 中華基督教會基真小學
- 保良局譚華正夫人幼稚園

## 外部連結
维基共享资源上的相關多媒體資源：荔枝角灣